# BMW N46
Con la sigla BMW N46 si intende una piccola famiglia di motori a scoppio alimentati a benzina e prodotti dal 2003 al 2015 dalla casa automobilistica tedesca BMW.

## Descrizione

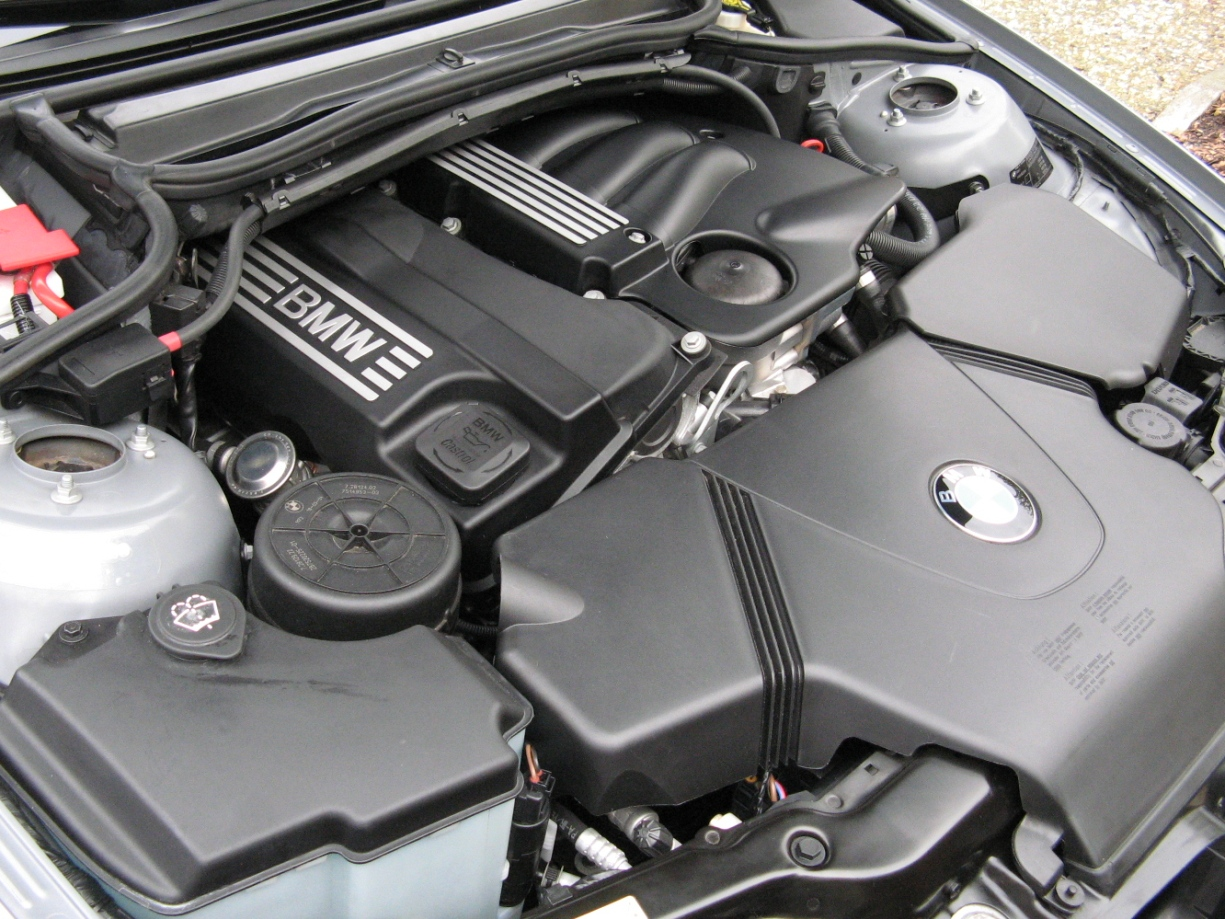
Motore BMW N46

Tale piccola famiglia, assieme alla famiglia N45 ha preso il posto della precedente famiglia N42, di cui conserva le principali caratteristiche costruttive, e cioè:
- architettura a 4 cilindri in linea;
- alimentazione a iniezione indiretta ;
- testata a 4 valvole per cilindro;
- distribuzione a due assi a camme in testa;
- presenza del sistema di fasatura variabile doppio Vanos;
- presenza del sistema di fasatura continua Valvetronic.

Poche le differenze rispetto alla famiglia precedente, soprattutto a livello prestazionale. Strutturalmente, le differenze principali stavano nella miglior equilibratura e quindi nella riduzione delle vibrazioni mediante appositi contralberi di equilibratura; erano inoltre presenti nuove bielle, nuove punterie a rullo per gli assi a camme, nuove candele ed una nuova testata. Di seguito vengono descritte le due versioni di cui la famiglia N46 si compone.

### N46B18
Riprende le caratteristiche dimensionali e prestazionali della corrispondente unità da 1.8 litri della famiglia N42. Abbiamo quindi 4 cilindri in linea, ognuno con misure di alesaggio e corsa pari ad 84x81 mm, per una cilindrata totale di 1796 cm³. La potenza massima è di 115 CV a 5500 giri/min, con una coppia massima di 175 Nm a 3750 giri/min.
Questo motore è stato montato sulle ultime BMW 316i E46 berlina e Touring, nonché sulle ultime BMW 316ti Compact E46.
Questa versione, la minore tra le due versioni della famiglia N46 è quella prodotta per minor tempo, dal momento che nel 2005 è già stata tolta di produzione.

### N46B20
Anche questo motore, come la versione da 1.8 litri, riprende le caratteristiche dimensionali del 2 litri N42. Viene così riproposto un 4 cilindri con alesaggio e corsa pari ad 84x90 mm per ogni cilindro, così da ottenere nuovamente una cilindrata totale di 1995 cm³. A differenza del 2 litri N42, però, questo motore è stato proposto in tre livelli di potenza, che di seguito vengono illustrati, ciascuno con le sue applicazioni:
- 129 CV a 5750 giri/min e 180 N·m a 3250 giri/min, montato su:
  - BMW 118i E87 (2005-07);
  - BMW 318i E90 (2005-07);
  - BMW 318i E91 Touring (2006-08).

- 143 CV a 6000 giri/min e 190 N·m a 4250 giri/min, montato su:
  - BMW 318ti Compact E46 (2004-05);
  - BMW 118i E81 (2007-12)
  - BMW 118i E87/E88 (2007-13);
  - BMW 318i E46 berlina e Touring (2004-05);
  - BMW 318Ci E46 Coupé (2003-07);
  - BMW 318i E90/E91 (2007-12), solo per i mercati della Russia, della Cina e della Turchia;
  - BMW X3 2.0i E83 (2005-06), in questo caso con coppia massima elevata a 200 Nm a 3750 giri/min.

- 150 CV a 6200 giri/min e 200 N·m a 3600 giri/min, montato su:
  - BMW 120i E87 (2004-07);
  - BMW 320i E90/E91 (2005-08);
  - BMW Z4 2.0i Roadster (2005-09);
  - BMW X3 2.0i E83 (2006-10);
  - BMW X1 sDrive18i (2010-15).